# Équipe d'Allemagne masculine de water-polo
L'équipe d'Allemagne masculine de water-polo est la sélection nationale représentant l'Allemagne dans les compétitions internationales de water-polo masculin. 

## Palmarès[1]

### Jeux olympiques
- 1900 : 5e
- 1928 :  Or
- 1932 :  Argent
- 1936 :  Argent
- 1952 : Phase de groupe
- 1956 : 6e
- 1960 : 6e
- 1964 : 6e
- 1968 : 10e
- 1972 : 4e
- 1976 : 6e
- 1984 :  Bronze
- 1988 : 4e
- 1992 : 7e
- 1996 : 9e
- 2004 : 5e
- 2008 : 10e

### Championnats du monde de water-polo
- Troisième : 1982

### Championnat d'Europe de water-polo masculin
- Champion : 1981 et 1989.
- Vice-champion : 1931, 1934 et 1938.
- Troisième : 1985 et 1995.

### Coupe du monde de water-polo
- Vainqueur : 1985
- Finaliste : 1983
- Troisième : 1987

### Ligue mondiale de water-polo
- Troisième : 2005

## Sélectionneurs
- Nico Firoiu[2],[3]
- Uwe Gaßmann